# 情熱の赤いバラ協会
特定非営利活動法人情熱の赤いバラ協会（じょうねつのあかいばらきょうかい）は、東京都千代田区に主たる事務所を置き、大阪市北区に従たる事務所を置く特定非営利活動法人（NPO法人）である。
複数の都道府県に事務所がある（所轄庁を内閣府とする）NPO法人としては、日本で1番はじめに認証された団体の一つである。なお、現在の所轄庁は、主たる事務所のある東京都知事である。

## 沿革
- 1998年 「日本フラワーセンダー協会」として創立。
- 1999年

4月19日、特定非営利活動法人認証の取得。
優しさと思いやりを届ける花を贈る活動の開始。
難病の子ども達へ、励ましのメッセージを贈るエコエイド大使の活動の開始。
オリジナル絵本エイドブック、ぬいぐるみのフラワーフレンズの作成。
- 2007年

エコを考えた試食用の器の開発。
キャラクターショーや紙芝居をとおして、全国の子ども達に優しさと思いやりを伝える活動の開始。
高齢者の免疫強化を目的とした高齢者福祉施設でのフラワーアレンジメント教室実施の開始。
花を使用した商業ディスプレイの作成。
- 2008年 「情熱の赤いバラ協会」と改め、高齢者へ赤いバラを贈る活動の開始。
- 2010年 バス車載式デジタルサイネージによる地域密着型社会貢献活動の開始。

## 所在地
- 東京事務局 東京都千代田区
- 大阪事務局 大阪市北区

## 活動分野
- 保健、医療又は福祉の増進を図る活動
- 社会教育の推進を図る活動
- まちづくりの推進を図る活動
- 環境の保全を図る活動
- 子どもの健全育成を図る活動
- 情報化社会の発展を図る活動

## 基本活動
- 病気や事故の後遺症と等と闘う子どもたちの支援
- 病気に対する免疫強化の研究と実践、普及
- フラワーアレンジメント、緑化推進
- 環境保護活動
- 上記活動のイベント企画、運営